# Kanton Plouigneau
Kanton Plouigneau (fr. Canton de Plouigneau) je francouzský kanton v departementu Finistère v regionu Bretaň. Skládá se ze sedmi obcí.

## Obce kantonu
- Botsorhel
- Guerlesquin
- Lannéanou
- Plouégat-Moysan
- Plougonven
- Plouigneau
- Le Ponthou